# ۴-متیل‌پیریدین
۴-متیل‌پیریدین (به انگلیسی: 4-Methylpyridine) با فرمول شیمیایی C۶H۷N یک ترکیب شیمیایی با شناسه پاب‌کم ۴۸۵۴۳۸۴ است. که جرم مولی آن ۹۳٫۱۳ g/mol می‌باشد. شکل ظاهری این ترکیب، مایع بی‌رنگ است.